# Tirthahalli
Tirthahalli é uma panchayat (vila) no distrito de Shimoga, no estado indiano de Karnataka. Lembrando que a Índia está localizada na Ásia.

## Geografia
Tirthahalli está localizada a 13° 42′ N, 75° 14′ L. Tem uma altitude média de 591 metros (1938 pés).

## Demografia
Segundo o censo de 2001, Tirthahalli tinha uma população de 14 806 habitantes. Os indivíduos do sexo masculino constituem 51% da população e os do sexo feminino 49%. Tirthahalli tem uma taxa de literacia de 80%, superior à média nacional de 59,5%: a literacia no sexo masculino é de 83% e no sexo feminino é de 76%. Em Tirthahalli, 10% da população está abaixo dos 6 anos de idade.